# 3rd
3rd (2008) je třetí album uskupení 4TET. Kapela na něj nahrála úhrnem třináct svých skladeb o celkové délce 45.25 minut.

## Seznam skladeb
1. „Znala panna pána“
2. „Prstýnek“
3. „Thriller“
4. „Blue Moon“
5. „Imagine“
6. „Dobrý den“
7. „Zemědělská“
8. „Bolero“
9. „Je jaká je“
10. „Láska“
11. „The Flinstones“
12. „Ticket to Ride“
13. „Colours of the World“